# سدریک کلاپیش
سدریک کلاپیش (فرانسوی: Cédric Klapisch‎؛ زادهٔ ۴ سپتامبر ۱۹۶۱) کارگردان، فیلم‌نامه‌نویس و تهیه‌کننده اهل فرانسه است.

## فیلم‌شناسی
- لومیر و شرکا (۱۹۹۵)
- آپارتمان اسپانیایی (۲۰۰۱)
- عروسک‌های روسی (۲۰۰۵)
- پاریس (۲۰۰۸)
- پازل چینی (۲۰۱۳)